# Druk

Druk na vlajce Bhútánu

Druk je drak symbolizující Bhútán. Nachází se uprostřed vlajky Bhútánu. Jeho název se objevuje v oficiálním názvu země Druk Yul, neboli Země draka. Vládce Bhútánu nosí titul druk gyalpo (vládce draka). Druk se rovněž objevuje v názvu národní letecké společnosti Druk Air.